# Nes, Suðuroy
Nes (IPA: [neːs], danska: Næs) är en ort på Suðuroy, den sydligast belägna av Färöarna. Nes ligger mellan Vágur i väst och Porkeri i öst på nordsidan av Vágsfjørður. Från Nes finns utsikt mot Akrar och Lopra vid fjordarmen Lopransfjørður.
Bebyggelsen i Nes är inte nämnd från källor från medeltiden, inte heller vid namn i jordeböcker innan 1705. I jordeboken från 1584 blir tre hus i Nes nämnda. Traditionen säger att en gränstvist i Nes under 1400-talet avgjordes i en brottningsmatch. På 1700-talet var bygden bebodd av landbor och torpare.
Nes räknas statistiskt och administrativt till socknen och kommunen Vágur, efter att den överlämnats från Porkeris kommun 1928.
Konstmålaren Ruth Smith bodde i byn under de sista åren vid liv, och flera av hennes verk har motiv från Nes. Hon avled i en ensam simtur i fjorden.